# Szulawśka
Szulawśka (ukr. Шулявська) – jedna ze stacji kijowskiego metra na linii Swjatoszynśko-Browarśkiej. Została otwarta 5 listopada 1963 roku.
Nazwa stacji pochodzi od Szuliwaki, na terenie której znajduje się stacja. Stacja była wcześniej znana jako Zakłady Bolszewik (ukraiński: Завод "Більшовик")
Stacja została zbudowana głęboko pod ziemią z powodu problemów z izolacją wodną podczas jej konstrukcji. Składa się z głównej sali z rzędami kolumn w pobliżu torów. Kolumny są pokryte płytkami ceramicznymi, składające się z rzędów o różnych kolorach płytek. Wejście do stacji znajduje się na rogu Prospektu Pieriemohy (Aleja Zwycięstwa) i ul. Dowżenko.